# Hercostomus saranganicus
Hercostomus saranganicus är en tvåvingeart som beskrevs av Stackelberg 1931. Hercostomus saranganicus ingår i släktet Hercostomus och familjen styltflugor. Inga underarter finns listade i Catalogue of Life.